# 27511 Emiliedunham
27511 Emiliedunham è un asteroide della fascia principale. Scoperto nel 2000, presenta un'orbita caratterizzata da un semiasse maggiore pari a 2,4072109 au e da un'eccentricità di 0,0890050, inclinata di 5,63678° rispetto all'eclittica.
L'asteroide è dedicato alla ricercatrice statunitense Emilie T. Dunham.